# Sébastien Duret
Sébastien Duret (Cholet, Maine i Loira, 3 de setembre de 1980) és un ciclista francès, que va ser professional del 2005 al 2013.

## Palmarès
- 2003
  - 1r al Gran Premi U
  - 1r al Premi des vins nouveaux
  - Vencedor d'una etapa al Tour de la Porte Océane
- 2004
  - 1r als Boucles de la Mayenne i vencedor d'una etapa
  - 1r al Gran Premi Michel-Lair
  - Vencedor d'una etapa al Tour de Loir i Cher
- 2005
  - Vencedor d'una etapa a l'Essor breton
- 2006
  - 1r als Boucles guégonnaises
- 2007
  - 1r a la Manche-Atlantique
- 2009
  - Vencedor d'una etapa als Quatre dies de Dunkerque
- 2010
  - Vencedor d'una etapa al Roine-Alps Isera Tour
- 2013
  - Vencedor d'una etapa al Tour del Gavaudan Llenguadoc-Rosselló